# Леош Фридль
Леош Фридль (чеськ. Leoš Friedl; нар. 1 січня 1977, Їндржихув Градець, Чехословаччина) — колишній чеський тенісист.
Найвищу одиночну позицію світового рейтингу — 353 місце досяг 13 листопада 2000, парну — 14 місце — 8 серпня 2005 року.
Здобув 16 парних титулів.
Перемагав на турнірах Великого шолома в змішаному парному розряді.
Завершив кар'єру 2011 року.

## Важливі фінали

### Мікст: 1 (1 перемога)
| Результат | Рік  | Турнір               | Покриття | Партнер           | Суперники               | Рахунок       |
| --------- | ---- | -------------------- | -------- | ----------------- | ----------------------- | ------------- |
| Перемога  | 2001 | Вімблдонський турнір | Трава    | Даніела Гантухова | Майк Браян Лізель Губер | 4–6, 6–3, 6–2 |

## Фінали турнірів ATP за кар'єру

### Парний розряд: 32 (16–16)
| Легенда                         |
| ------------------------------- |
| Турніри Великого шлема (0–0)    |
| Фінали Світового туру ATP (0–0) |
| Серія ATP Мастерс 1000 (0–0)    |
| Серія ATP 500 (4–0)             |
| Серія ATP 250 (12–16)           |

| Фінали за покриттям |
| ------------------- |
| Тверде (0–4)        |
| Ґрунт (16–11)       |
| Трава (0–1)         |
| Килим (0–0)         |

| Фінали за типом корту  |
| ---------------------- |
| Відкритий корт (16–16) |
| Закритий корт (0–0)    |

| Результат | W–L   | Дата     | Турнір                                          | Рівень           | Покриття | Партнер           | Суперники                               | Рахунок                 |
| --------- | ----- | -------- | ----------------------------------------------- | ---------------- | -------- | ----------------- | --------------------------------------- | ----------------------- |
| Перемога  | 1–0   | Лип 2000 | San Marino Open, Сан-Марино                     | Серія Інтернешнл | Ґрунт    | Томаш Цибулець    | Гастон Етліс Джек Вейт                  | 7–6(7–1), 7–5           |
| Поразка   | 1–1   | Сер 2001 | Connecticut Open, США                           | Серія Інтернешнл | Тверде   | Радек Штепанек    | Джонатан Старк (тенісист) Кевін Ульєтт  | 1–6, 4–6                |
| Перемога  | 2–1   | Лип 2002 | Orange Warsaw Open, Польща                      | Серія Інтернешнл | Ґрунт    | Франтішек Чермак  | Джефф Кутзе Натан Гілі                  | 7–5, 7–5                |
| Поразка   | 2–2   | Вер 2002 | Палермо, Італія                                 | Серія Інтернешнл | Ґрунт    | Франтішек Чермак  | Лукас Арнольд Кер Луїс Лобо             | 4–6, 6–4, 2–6           |
| Поразка   | 2–3   | Січ 2003 | Maharashtra Open, Індія                         | Серія Інтернешнл | Тверде   | Франтішек Чермак  | Юліан Ноул Міхаель Кольманн             | 6–7(1–7), 6–7(3–7)      |
| Поразка   | 2–4   | Січ 2003 | Окленд, Нова Зеландія                           | Серія Інтернешнл | Тверде   | Томаш Цибулець    | Девід Адамс Роббі Куніґ                 | 6–7(5–7), 6–3, 3–6      |
| Поразка   | 2–5   | Лют 2003 | Сантьяго, Чилі                                  | Серія Інтернешнл | Ґрунт    | Франтішек Чермак  | Агустін Кальєрі Маріано Худ             | 3–6, 6–1, 4–6           |
| Перемога  | 3–5   | Кві 2003 | Касабланка, Марокко                             | Серія Інтернешнл | Ґрунт    | Франтішек Чермак  | Девін Бовен Ешлі Фішер                  | 6–3, 7–5                |
| Поразка   | 3–6   | Лип 2003 | Гштад, Швейцарія                                | Серія Інтернешнл | Ґрунт    | Франтішек Чермак  | Леандер Паес Давід Рікл                 | 3–6, 3–6                |
| Поразка   | 3–7   | Сер 2003 | Orange Warsaw Open, Польща                      | Серія Інтернешнл | Ґрунт    | Франтішек Чермак  | Маріуш Фирстенберг Марцин Матковський   | 4–6, 7–6(9–7), 3–6      |
| Поразка   | 3–8   | Вер 2003 | Палермо, Італія                                 | Серія Інтернешнл | Ґрунт    | Франтішек Чермак  | Лукас Арнольд Кер Маріано Худ           | 6–7(6–8), 7–6(7–3), 3–6 |
| Поразка   | 3–9   | Лют 2004 | Баїя, Бразилія                                  | Серія Інтернешнл | Ґрунт    | Томас Беренд      | Маріуш Фирстенберг Марцин Матковський   | 2–6, 2–6                |
| Поразка   | 3–10  | Кві 2004 | Estoril Open, Португалія                        | Серія Інтернешнл | Ґрунт    | Франтішек Чермак  | Хуан Ігнасіо Чела Гастон Гаудіо         | 2–6, 1–6                |
| Поразка   | 3–11  | Тра 2004 | Санкт-Пельтен, Австрія                          | Серія Інтернешнл | Ґрунт    | Томаш Цибулець    | Маріано Худ Петр Пала                   | 6–3, 5–7, 4–6           |
| Перемога  | 4–11  | Лип 2004 | Кіцбюель, Австрія                               | Серія Чемпіоншип | Ґрунт    | Франтішек Чермак  | Лукас Арнольд Кер Мартін Гарсія         | 6–3, 7–5                |
| Перемога  | 5–11  | Сер 2004 | Orange Warsaw Open, Польща                      | Серія Інтернешнл | Ґрунт    | Франтішек Чермак  | Себастьян Прієто Мартін Гарсія          | 2–6, 6–2, 6–3           |
| Перемога  | 6–11  | Лют 2005 | Буенос-Айрес, Аргентина                         | Серія Інтернешнл | Ґрунт    | Франтішек Чермак  | Себастьян Прієто Хосе Акасусо           | 6–2, 7–5                |
| Перемога  | 7–11  | Лют 2005 | Баїя, Бразилія                                  | Серія Інтернешнл | Ґрунт    | Франтішек Чермак  | Ігнасіо Гонсалес-Кінг Хосе Акасусо      | 6–4, 6–4                |
| Перемога  | 8–11  | Кві 2005 | Касабланка, Марокко                             | Серія Інтернешнл | Ґрунт    | Франтішек Чермак  | Мартін Гарсія Луїс Орна                 | 6–4, 6–3                |
| Перемога  | 9–11  | Тра 2005 | Estoril Open, Португалія                        | Серія Інтернешнл | Ґрунт    | Франтішек Чермак  | Хуан Ігнасіо Чела Томмі Робредо         | 6–3, 6–4                |
| Поразка   | 9–12  | Чер 2005 | Rosmalen Grass Court Championships, Нідерланди  | Серія Інтернешнл | Трава    | Томаш Цибулець    | Цирил Сук Павел Візнер                  | 3–6, 4–6                |
| Перемога  | 10–12 | Лип 2005 | Гштад, Швейцарія                                | Серія Інтернешнл | Ґрунт    | Франтішек Чермак  | Міхаель Кольманн Райнер Шуттлер         | 7–6(8–6), 7–6(13–11)    |
| Перемога  | 11–12 | Лип 2005 | Кіцбюель, Австрія                               | Серія Чемпіоншип | Ґрунт    | Андрей Павел      | Крістоф Рохус Олів'є Рохус              | 6–2, 6–7(5–7), 6–0      |
| Поразка   | 11–13 | Січ 2006 | Сідней, Австралія                               | Серія Інтернешнл | Тверде   | Франтішек Чермак  | Фабріс Санторо Ненад Зімоньїч           | 1–6, 4–6                |
| Поразка   | 11–14 | Лют 2006 | Сантьяго, Чилі                                  | Серія Інтернешнл | Ґрунт    | Франтішек Чермак  | Хосе Акасусо Себастьян Прієто           | 6–7(2–7), 4–6           |
| Перемога  | 12–14 | Лют 2006 | Буенос-Айрес, Аргентина                         | Серія Інтернешнл | Ґрунт    | Франтішек Чермак  | Васіліс Мазаракіс Борис Пашанскі        | 6–1, 6–2                |
| Перемога  | 13–14 | Бер 2006 | Abierto Mexicano TELCEL, Мексика                | Серія Чемпіоншип | Ґрунт    | Франтішек Чермак  | Потіто Стараче Філіппо Воландрі         | 7–5, 6–2                |
| Поразка   | 13–15 | Тра 2006 | Estoril Open, Португалія                        | Серія Інтернешнл | Ґрунт    | Лукас Арнольд Кер | Лукаш Длоуги Павел Візнер               | 3–6, 1–6                |
| Перемога  | 14–15 | Сер 2006 | Orange Warsaw Open, Польща                      | Серія Інтернешнл | Ґрунт    | Франтішек Чермак  | Себастьян Прієто Мартін Гарсія          | 6–3, 7–5                |
| Поразка   | 14–16 | Тра 2007 | Перчах, Австрія                                 | Серія Інтернешнл | Ґрунт    | Давід Шкох        | Сімон Аспелін Юліан Ноул                | 6–7(6–8), 7–5, [5–10]   |
| Перемога  | 15–16 | Лип 2007 | Штутгарт, Німеччина                             | Серія Чемпіоншип | Ґрунт    | Франтішек Чермак  | Гільєрмо Гарсія-Лопес Фернандо Вердаско | 6–4, 6–4                |
| Перемога  | 16–16 | Сер 2010 | Відкритий чемпіонат Хорватії з тенісу, Хорватія | Серія 250        | Ґрунт    | Філіп Полашек     | Франтішек Чермак Міхал Мертиняк         | 6–3, 7–6(9–7)           |

## Фінали ATP Челленджер і ITF Ф'ючерс

### Одиночний розряд: 1 (0–1)
| Легенда              |
| -------------------- |
| ATP Челленджер (0–0) |
| ITF Ф'ючерс (0–1)    |

| Фінали за покриттям |
| ------------------- |
| Тверде (0–1)        |
| Ґрунт (0–0)         |
| Трава (0–0)         |
| Килим (0–0)         |

| Результат | W–L | Дата     | Турнір              | Рівень  | Покриття | Суперник   | Рахунок  |
| --------- | --- | -------- | ------------------- | ------- | -------- | ---------- | -------- |
| Поразка   | 0–1 | Лис 2004 | Чехія F6, Гротовиці | Ф'ючерс | Тверде   | Якуб Гашек | 5–7, 4–6 |

### Парний розряд: 34 (16–18)
| Легенда               |
| --------------------- |
| ATP Челленджер (8–16) |
| ITF Ф'ючерс (8–2)     |

| Фінали за покриттям |
| ------------------- |
| Тверде (1–1)        |
| Ґрунт (11–14)       |
| Трава (0–0)         |
| Килим (4–3)         |

| Результат | W–L   | Дата     | Турнір                             | Рівень     | Покриття | Партнер            | Суперники                                | Рахунок            |
| --------- | ----- | -------- | ---------------------------------- | ---------- | -------- | ------------------ | ---------------------------------------- | ------------------ |
| Перемога  | 1–0   | Лют 1998 | Австрія F1, Берггайм (Австрія)     | Ф'ючерс    | Килим    | Мартін Штепанек    | Маркус Менцлер Маркус Вісльсперґер       | 7–6, 3–6, 6–4      |
| Перемога  | 2–0   | Чер 1998 | Німеччина F9, Філлінген-Швеннінген | Ф'ючерс    | Ґрунт    | Стівен Ранджелович | Адріано Феррейра Крістіано Теста         | 6–4, 6–4           |
| Перемога  | 3–0   | Лип 1998 | Словенія F1, Крань                 | Ф'ючерс    | Ґрунт    | Петр Ковачка       | Борис Боргула Владімір Платенік          | 6–3, 6–3           |
| Поразка   | 3–1   | Лип 1998 | Словенія F2, Порторож              | Ф'ючерс    | Ґрунт    | Петр Ковачка       | Андрей Крачман Блаж Трупей               | 4–6, 5–7           |
| Перемога  | 4–1   | Сер 1998 | Словенія F4, Любляна               | Ф'ючерс    | Ґрунт    | Петр Ковачка       | Ян Вацек Ян Герних                       | 6–3, 6–2           |
| Поразка   | 4–2   | Сер 1998 | Верхня Австрія, Австрія            | Челленджер | Ґрунт    | Томаш Цибулець     | Томаш Крупа Борут Ург                    | 1–6, 4–6           |
| Перемога  | 5–2   | Вер 1998 | Альпірсбах, Німеччина              | Челленджер | Ґрунт    | Томаш Цибулець     | Маркус Гілперт Філіппо Вейльйо           | 6–1, 7–6           |
| Поразка   | 5–3   | Вер 1998 | Брашов, Румунія                    | Челленджер | Ґрунт    | Томаш Цибулець     | Хуан Ігнасіо Карраско Хайро Веласко мол. | 4–6, 6–3, 2–6      |
| Поразка   | 5–4   | Вер 1998 | Будапешт, Угорщина                 | Челленджер | Ґрунт    | Радек Штепанек     | Габор Кевеш Томас Штренберґер            | 4–6, 4–6           |
| Перемога  | 6–4   | Лют 1999 | Велика Британія F1, Лідс           | Ф'ючерс    | Килим    | Борут Ург          | Режі Лавернь Іван Любичич                | 7–6, 7–5           |
| Перемога  | 7–4   | Лют 1999 | Велика Британія F2, Чигвелл        | Ф'ючерс    | Килим    | Борут Ург          | Девід Шервуд Том Спінкс                  | 7–6, 6–1           |
| Поразка   | 7–5   | Лют 1999 | Велика Британія F3, Істборн        | Ф'ючерс    | Килим    | Режі Лавернь       | Джеймс Девідсон Кайл Спенсер             | 6–7, 4–6           |
| Поразка   | 7–6   | Кві 1999 | Ніцца, Франція                     | Челленджер | Ґрунт    | Томаш Цибулець     | Себастьян Прієто Мартін Гарсія           | 6–7, 4–6           |
| Перемога  | 8–6   | Лип 1999 | Словенія F1, Крань                 | Ф'ючерс    | Ґрунт    | Петр Ковачка       | Томаш Чатар Владімір Платенік            | 5–7, 6–2, 6–4      |
| Перемога  | 9–6   | Лип 1999 | Словенія F2, Порторож              | Ф'ючерс    | Ґрунт    | Петр Ковачка       | Іво Карлович Горан Орешич                | 7–5, 6–4           |
| Поразка   | 9–7   | Сер 1999 | Прага, Чехія                       | Челленджер | Ґрунт    | Петр Дезорт        | Петр Ковачка Павел Кудрнач               | 0–6, 1–6           |
| Поразка   | 9–8   | Вер 1999 | Будапешт, Угорщина                 | Челленджер | Ґрунт    | Даніел Фіала       | Харел Леві Ноам Окун                     | 4–6, 6–4, 2–6      |
| Перемога  | 10–8  | Лют 2000 | Гамбург, Німеччина                 | Челленджер | Килим    | Томаш Цибулець     | Марк Ґінке Флоріан Єшонек                | 4–6, 6–3, 6–2      |
| Поразка   | 10–9  | Лют 2000 | Вольфсбург, Німеччина              | Челленджер | Килим    | Томаш Цибулець     | Ян-Ральф Брандт Мартін Сіннер            | 5–7, 6–3, 6–7(7–9) |
| Перемога  | 11–9  | Кві 2000 | Кальярі, Італія                    | Челленджер | Ґрунт    | Томаш Цибулець     | Андреа Гауденці Дієго Наргісо            | 6–1, 3–6, 7–5      |
| Перемога  | 12–9  | Кві 2000 | Мая, Португалія                    | Челленджер | Ґрунт    | Томаш Цибулець     | Петр Пала Павел Візнер                   | 6–3, 4–6, 6–4      |
| Поразка   | 12–10 | Сер 2000 | Познань, Польща                    | Челленджер | Ґрунт    | Томаш Цибулець     | Петр Пала Павел Візнер                   | 3–6, 0–6           |
| Поразка   | 12–11 | Сер 2000 | Прага, Чехія                       | Челленджер | Ґрунт    | Томаш Цибулець     | Франтішек Чермак Ота Фукарек             | 4–6, 3–6           |
| Перемога  | 13–11 | Вер 2000 | Ґрац, Австрія                      | Челленджер | Ґрунт    | Томаш Цибулець     | Павел Кудрнач Петр Ковачка               | 6–4, 4–6, 6–4      |
| Перемога  | 14–11 | Лип 2002 | Ульм, Німеччина                    | Челленджер | Ґрунт    | Давід Шкох         | Тім Крічтон Тодд Перрі                   | 6–3, 4–6, 7–5      |
| Перемога  | 15–11 | Сер 2002 | Сан-Марино, Сан-Марино             | Челленджер | Ґрунт    | Давід Шкох         | Массімо Бертоліні Крістіан Бранді        | 6–2, 6–4           |
| Поразка   | 15–12 | Вер 2002 | Щецин, Польща                      | Челленджер | Ґрунт    | Давід Шкох         | Хосе Акасусо Андрес Шнейтер              | 4–6, 5–7           |
| Поразка   | 15–13 | Лис 2002 | Братислава, Словаччина             | Челленджер | Килим    | Давід Шкох         | Скотт Гамфріс Марк Мерклейн              | 6–3, 4–6, 2–6      |
| Поразка   | 15–14 | Кві 2007 | Марракеш, Марокко                  | Челленджер | Ґрунт    | Міхал Мертиняк     | Томаш Цибулець Джордан Керр              | 2–6, 4–6           |
| Поразка   | 15–15 | Тра 2007 | Прага, Чехія                       | Челленджер | Ґрунт    | Давід Шкох         | Томаш Цибулець Джордан Керр              | 4–6, 2–6           |
| Поразка   | 15–16 | Чер 2007 | Простейов, Чехія                   | Челленджер | Ґрунт    | Томаш Цибулець     | Рамон Дельгадо Хуан Пабло Гусман         | 6–7(8–10), 1–6     |
| Поразка   | 15–17 | Лис 2009 | Братислава, Словаччина             | Челленджер | Тверде   | Давід Шкох         | Філіпп Маркс Ігор Зеленай                | 4–6, 4–6           |
| Поразка   | 15–18 | Тра 2010 | Бордо, Франція                     | Челленджер | Ґрунт    | Кароль Бек         | Ніколя Маю Едуар Роже-Васслен            | 7–5, 3–6, [7–10]   |
| Перемога  | 16–18 | Сер 2010 | Стамбул, Туреччина                 | Челленджер | Тверде   | Душан Вемич        | Браян Баттістоун Андреас Сільєстрем      | 7–6(8–6), 7–6(7–3) |

## Досягнення
| W | Ф | ПФ | ЧФ | #Р | КТ | К# | DNQ | A | NH |

### Парний розряд
| Турніри Великого шлему                 |     |     |     |     |     |     |     |     |     |     |     |     |        |       |     |
| Відкритий чемпіонат Австралії з тенісу |     | 2р  | 3р  | 2р  | 3р  | 1р  | 2р  | 1р  | 2р  |     | 1р  |     | 0 / 9  | 8–9   | 47% |
| Відкритий чемпіонат Франції з тенісу   |     | ЧФ  | 1р  | 3р  | 3р  | 3р  | 2р  | 2р  |     | 2р  | 1р  |     | 0 / 9  | 12–9  | 57% |
| Вімблдонський турнір                   | 1р  | 2р  | 2р  | 2р  | 1р  | 3р  | 1р  | 2р  |     | 3р  | 1р  | 1р  | 0 / 11 | 8–11  | 42% |
| Відкритий чемпіонат США з тенісу       | 1р  | 2р  | 1р  | 3р  | 1р  | 2р  | ЧФ  | 2р  |     | 3р  | 1р  |     | 0 / 10 | 10–10 | 50% |
| В-П                                    | 0–2 | 6–4 | 3–4 | 6–4 | 4–4 | 5–4 | 5–4 | 3–4 | 1–1 | 5–3 | 0–4 | 0–1 | 0 / 39 | 38–39 | 49% |
| Тур ATP Мастерс 1000                   |     |     |     |     |     |     |     |     |     |     |     |     |        |       |     |
| Індіан-Веллс                           |     | К1р |     |     | 1р  | 2р  | 2р  | 1р  | 1р  |     |     |     | 0 / 5  | 2–5   | 29% |
| Відкритий чемпіонат Маямі з тенісу     |     | 1р  | 1р  | 1р  | 2р  | 1р  | 1р  | 1р  | 1р  |     |     |     | 0 / 8  | 1–8   | 11% |
| Монте-Карло                            |     | 1р  | 1р  | ПФ  | 2р  | 1р  | 2р  |     |     |     |     |     | 0 / 6  | 4–6   | 40% |
| Рим                                    |     | К1р | 1р  | 1р  | 2р  | 1р  | 2р  |     |     |     |     |     | 0 / 5  | 2–5   | 29% |
| Мадрид                                 | NH  | NH  |     |     |     | 1р  | 1р  |     |     |     |     |     | 0 / 2  | 0–2   | 0%  |
| Мастерс Канада                         |     | 2р  |     | 2р  | 1р  | 2р  | 1р  |     |     |     |     |     | 0 / 5  | 3–5   | 38% |
| Мастерс Цинциннаті                     |     | 1р  |     | 2р  | 2р  | 2р  | 1р  |     |     |     |     |     | 0 / 5  | 3–5   | 38% |
| Гамбург                                |     |     | 1р  | 2р  | 1р  | 2р  | ЧФ  |     |     | НСМ | НСМ | НСМ | 0 / 5  | 3–5   | 38% |
| В-П                                    | 0–0 | 1–4 | 0–4 | 6–6 | 4–7 | 4–8 | 3–8 | 0–2 | 0–2 | 0–0 | 0–0 | 0–0 | 0 / 41 | 18–41 | 31% |

### Мікст
| Турніри Великого шлему                 |     |     |     |     |     |     |     |     |     |     |        |       |     |
| Відкритий чемпіонат Австралії з тенісу |     |     |     | 2р  | 2р  | 2р  | 1р  |     |     |     | 0 / 4  | 3–4   | 43% |
| Відкритий чемпіонат Франції з тенісу   |     |     | 2р  | 1р  | 1р  | 2р  |     |     | 1р  |     | 0 / 5  | 2–5   | 29% |
| Вімблдонський турнір                   | П   | 1р  | ПФ  | 3р  | 3р  | 2р  | 2р  |     |     | 1р  | 1 / 8  | 13–7  | 65% |
| Відкритий чемпіонат США з тенісу       |     |     | ПФ  | 1р  | 1р  | 1р  |     |     |     |     | 0 / 4  | 3–4   | 50% |
| В-П                                    | 6–0 | 0–1 | 8–3 | 2–4 | 2–4 | 2–4 | 1–2 | 0–0 | 0–1 | 0–1 | 1 / 21 | 21–20 | 51% |